# إسحاق بنسون لوكاس
إسحاق بنسون لوكاس هو سياسي كندي، ولد في 19 سبتمبر 1867 في كندا، وتوفي في 8 مارس 1940 في تورونتو في كندا. حزبياً، نشط في حزب أونتاريو المحافظ التقدمي. وقد انتخب عضو برلمان مقاطعة أونتاريو.